# Revolution Software
Revolution Software Ltd. es una compañía de videojuegos británica especializada en aventuras gráficas.
Los primeros juegos de la compañía (desde Lure of the Temptress hasta Broken Sword II: Las fuerzas del mal) utilizaban el motor Virtual Theatre.

## Historia
La compañía fue fundada en 1990 por Charles Cecil, Tony Warriner, David Sykes y Noirin Carmody. Cecil, que se convirtió en el director de la misma, quería crear un punto medio entre los juegos de LucasArts y Sierra On-Line (las dos compañías dominantes en aquel momento), con un juego que no se tomara demasiado en serio a sí mismo, pero que pudiera contar una historia seria. Así nació su primera entrega, Lure of the Temptress, que llegó en 1992. Tras el éxito de este primer título, comenzarían a trabajar en su siguiente proyecto, Beneath a Steel Sky, para el que contactarían al reconocido artista Dave Gibbons, dibujante del cómic Watchmen. Este título vería la luz en 1994, gozando también de buenas críticas. Tras esto, en 1996, fue publicado su proyecto más ambicioso hasta ese momento, Broken Sword: La leyenda de los templarios, que se convertiría en su título más reconocido y en la primera entrega de una saga de cinco juegos. En los siguientes años, continuaron creando secuelas de Broken Sword, además del título A Sangre Fría, lanzado en el año 2000, así como su único juego de creación no original, La ruta hacia El Dorado, basado en la película del mismo nombre y publicado por DreamWorks Interactive también en el 2000. En 2003, Lure of the Temptress y Beneath a Steel Sky fueron convertidos en freeware, y en 2009, fueron lanzadas dos remasterizaciones de juegos anteriores: Beneath a Steel Sky Remastered, lanzado en iOS, y Broken Sword: La leyenda de los templarios – Montaje del Director, que contó con varios añadidos respecto al original, y fue lanzado en  Wii, Nintendo DS, iOS, Microsoft Windows, OS X, Android y Linux. En 2010, Broken Sword II: Las fuerzas del mal también contó con una remasterización, que salió a la venta en iOS, Android y PC. Broken Sword 5: La maldición de la serpiente, fue financiado vía kickstarter y salió a la venta en dos partes: la primera en 2013 y la segunda en 2014. En 2020, fue estrenado Beyond a Steel Sky, secuela del título de 1994, siendo este su último juego hasta la fecha. Actualmente, la compañía tiene sede en York.

## Juegos desarrollados
- Lure of the Temptress (1992)
- Beneath a Steel Sky (1994)
- Broken Sword: La leyenda de los templarios (1996)
- Broken Sword II: Las fuerzas del mal (1997)
- A sangre fría (2000)
- La ruta hacia El Dorado (2000)
- Broken Sword: El sueño del dragón (2003)
- Broken Sword: El ángel de la muerte (2006)
- Broken Sword: La leyenda de los templarios – Montaje del Director (2009)
- Broken Sword II: Las fuerzas del mal – Remasterizado (2010)
- Broken Sword 5: La maldición de la serpiente (2013/2014)
- Beyond a Steel Sky (2020)